# Delfina Aliaga Emeterio
Delfina Aliaga Emeterio   (Barcelona, 3 de juliol de 1968) és una professora de llengua de signes catalana, especialitzada en la recerca i la difusió d'aquest idioma.
Va néixer sorda en una família de persones sordes, formada pel seu pare, la seva mare i els seus germans. Així doncs, va aprendre la llengua de signes catalana a l'entorn familiar i en va completar l'adquisició ajudada de diversos intèrprets. En l'àmbit formatiu, el 2021 es va graduar en Educació Social.
Ensenya la llengua de signes catalana des de l'any 2000. Actualment treballa com a professora associada de la Universitat Pompeu Fabra en la Facultat de Traducció i Ciències del Llenguatge, però ha exercit la docència en altres centres i entitats, com ara el Casal de Sords de Barcelona. Entre el 2018 i el 2022, va exercir de responsable de llengua de signes catalana (o vocal de Política Lingüística) de la Federació de Persones Sordes de Catalunya, càrrec en què va substituir Menchu González. El 2025, en el marc de la docència a la UPF, va ser la professora principal del seu curs en línia obert i massiu d'iniciació a la llengua de signes catalana, titulat «Parla'm amb les mans, que t'escolto amb els ulls». Va destacar aquest projecte en considerar essencial que la ciutadania aprengui la LSC per garantir els drets i la inclusió social de la comunitat sorda.
A banda, investiga en l'àmbit de la llengua de signes catalana d'ençà del 2002. És membre de suport de l'LSC LAB, l'equip de recerca en llengua de signes catalana de la UPF, d'ençà d'almenys el 2013, juntament amb Santiago Frigola. En aquest sentit, el 2012 va ser coautora de la gramàtica i la interpretació del Portal de la llengua de signes catalana de l'Institut d'Estudis Catalans. A més a més, ha estat anotadora des d'aquell mateix any del corpus lingüístic de LSC procurat pel mateix IEC. També va participar en l’equip de treball de la Direcció General de Política Lingüística per a establir els diferents nivells de la LSC en consonància amb el marc europeu comú de referència per a les llengües. A més, va formar part de l'European Network of Sign Language Teachers durant dos anys.
Pel coneixement del seu àmbit, va pertànyer al jurat del Festival Inclús el 2020 i al del Concurs de Narrativa de l'Hort d'en Queni de l'Associació Catalana Pro Persones Sordcegues el 2023.